# Ахундов, Агамуса Агасы оглы
Агамуса Агасы оглы Ахундов (азерб. Ağamusa Ağası oğlu Axundov; 2 февраля, 1932, Кюрдамир, Азербайджанская ССР, СССР — 5 сентября, 2015, Баку, Азербайджан) — азербайджанский учёный-филолог, действительный член Национальной академии наук Азербайджана (НАНА), лауреат  Государственной премии Азербайджанской ССР (1986).

## Биография
В 1955 году окончил филологический факультет Бакинского государственного университета, а в 1958 году аспирантуру того же университета. В 1965 году получил второе высшее образование в Азербайджанском государственном институте языков.
В 1958—1990 годах вёл преподавательскую деятельность на филологическом факультете Бакинского государственного университета, пройдя трудовой путь до декана. В 1965—1966 годах он был командирован в Египет для чтения лекций по азербайджанскому языку и литературе в Каирском Университете Айн-Шамс.
В 1990—2011 годах — директор Института языкознания имени Насими Национальной Академии наук Азербайджана; одновременно в 2001—2011 гг. — академик-секретарь Отделения гуманитарных и общественных наук Национальной Академии наук Азербайджана.
С 2011 года — советник Национальной Академии наук Азербайджана.
В 1958 году защитил кандидатскую, а в 1964 году — докторскую диссертации по филологии, три года спустя (1967) ему было присвоено ученое звание профессора. В 2001 году он был избран членом-корреспондентом, а в 2007 году — действительным членом Национальной Академии наук Азербайджана.
Более двадцати лет являлся главным редактором международного журнала «Тюркология».
Основные исследования были посвящены тематике тюркологии и азербайджанской филологии: подготовлены научные труды по системе фонем азербайджанского языка, решению актуальных проблем грамматики, теоретического языкознания, исторической фонетики, этимологии, истории языка, диалектологии, стилистики и речевой культуры.
Выступил автором более чем 500 научных трудов, свыше 30 изданиях, монографиях и учебниках. Под его научным руководством подготовлены около 40 докторов философии и докторов наук.

## Награды и звания
- Награждён орденом «Шохрат» (2000).
- Лауреат Государственной премии Азербайджанской ССР (1986) за монографию «Фонетика азербайджанского языка».
- Персональная пенсия Президента Азербайджанской Республики (2012)[1].